# Görgeyita
La görgeyita és un mineral de la classe dels sulfats. Rep el seu nom de Rolf von Görgey (1886-1915), mineralogista austríac.

## Característiques
La görgeyita és un sulfat de fórmula química K₂Ca₅(SO₄)₆·H₂O. Cristal·litza en el sistema monoclínic. Es troba en forma de cristalls tabulars en {001}, de fins a 8,5 centímetres, mostrant {001}, {100}, {111} i {110}. La seva duresa a l'escala de Mohs és 3,5. És una espècie isostructural amb la campostriniïta.
Segons la classificació de Nickel-Strunz, la görgeyita pertany a «07.CD - Sulfats (selenats, etc.) sense anions addicionals, amb H₂O, amb cations grans només» juntament amb els següents minerals: matteuccita, mirabilita, lecontita, hidroglauberita, eugsterita, koktaïta, singenita, guix, bassanita, zircosulfat, schieffelinita, montanita i omongwaïta.

## Formació i jaciments
Va ser descoberta a Ischler Salzberg, Perneck, a Gmunden (Alta Àustria, Àustria). Sol trobar-se associada a altres minerals com: glauberita, halita, polihalita, anhidrita, guix, cesanita i pirita.